# Kristallen 2013

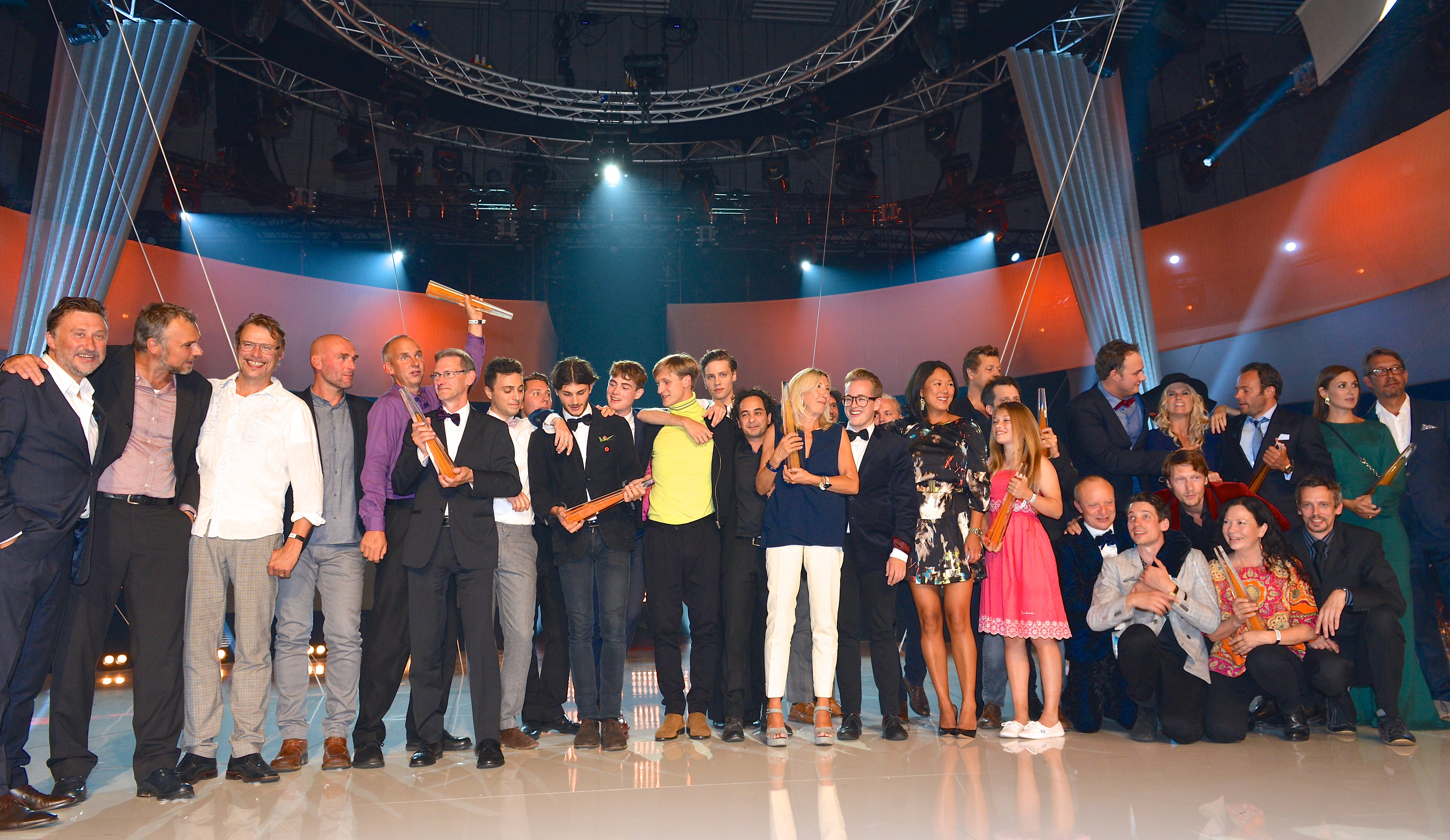
Vinnarna på Kristallen-galan den 30 augusti 2013 på Stockholmsmässan i Älvsjö.

Kristallengalan 2013 ägde rum 30 augusti 2013 i Stockholmsmässan och sändes i SVT1. Programledare var André Pops och Gina Dirawi, båda själva nominerade till priser.
Svenska folket utsåg vinnarna i kategorierna årets program, manliga samt kvinnliga programledare och sport-tv-profil genom en telefonomröstning, övriga utsåg av en jury. Svante Stockselius, Kristallens ordförande, meddelade den 14 augusti vilka som var nominerade. Årets TV-program blev Så mycket bättre, hederspriset gick till Arne Weise, Gina Dirawi blev årets kvinnliga programledare, årets manliga programledare blev David Hellenius och årets sport-tv-profil blev André Pops.

## Nominerade och vinnare

### Årets barn- och ungdomsprogram
| Program                                   | Kanal   | Producent                     | Produktionsbolag           |
| Vinnare                                   | Vinnare | Vinnare                       | Vinnare                    |
| ----------------------------------------- | ------- | ----------------------------- | -------------------------- |
| Snoffe, döden och jag                     | SVT     | Mats Ågren                    | Dokumentärministeriet      |
| Övriga nominerade                         |         |                               |                            |
| Geografens testamente                     | UR      | Henrik Ahnborg, Johannes Berg | Thelma/Louise              |
| Jonson & Pipen –superklant och superfjant | TV4     | Marie Sandeborg               | Nordisk Film TV-produktion |
| Lilla Aktuellt                            | SVT     | Lowe Östberg                  | SVT                        |
| Mysteriet på Greveholm                    | SVT     | Jonas Sörensson               | Way Creative               |

### Årets dokumentärprogram
| Program                  | Kanal   | Producent                     | Produktionsbolag |
| Vinnare                  | Vinnare | Vinnare                       | Vinnare          |
| ------------------------ | ------- | ----------------------------- | ---------------- |
| Stenbeck                 | SVT     | Pär Fjällström                | SVT              |
| Andra plats              |         |                               |                  |
| Vi som älskade           | SVT     | Dylan Williams                | AMP Film         |
| Övriga nominerade        |         |                               |                  |
| Fatta katastrofen        | UR      | Veronica Lilja, Helen Näslund | UR               |
| För dig naken            | SVT     | Sara Broos                    | Alma Film        |
| Palme – älskad och hatad | SVT     | Fredrik Heinig                | B-Reel           |

### Årets dokusåpa
| Program                             | Kanal   | Producent           | Produktionsbolag |
| Vinnare                             | Vinnare | Vinnare             | Vinnare          |
| ----------------------------------- | ------- | ------------------- | ---------------- |
| Sveriges mästerkock                 | TV4     | Lena Styren         | Meter Television |
| Andra plats                         |         |                     |                  |
| Kockarnas kamp                      | TV4     | Lena Styren         | Meter Television |
| Övriga nominerade                   |         |                     |                  |
| Biggest Loser –tro, hopp och kärlek | Sjuan   | Tina Graffman       | Meter Television |
| Hela Sverige bakar                  | Sjuan   | Isabella Centerwall | Meter Television |
| Project Runway                      | TV3     | Mela Tesfazion      | Acne Film        |

### Årets fakta- och aktualitetsprogram
| Program             | Kanal   | Producent                   | Produktionsbolag           |
| Vinnare             | Vinnare | Vinnare                     | Vinnare                    |
| ------------------- | ------- | --------------------------- | -------------------------- |
| Stalkers            | TV3     | Mikael Ekman                | Strix Television           |
| Andra plats         |         |                             |                            |
| Fuskbyggarna        | TV4     | Martina Ressner             | Nordisk Film TV-produktion |
| Övriga nominerade   |         |                             |                            |
| Jag litade på lagen | UR      | Ann-Linn Guillou, Anna Luuk | UR                         |
| Korrespondenterna   | SVT     | Saam Kapadia                | SVT                        |
| Veckans brott       | SVT     | Hans Wiklund                | STO-CPH Produktion         |

### Årets granskning
| Program                                              | Kanal   | Producent       | Produktionsbolag |
| Vinnare                                              | Vinnare | Vinnare         | Vinnare          |
| ---------------------------------------------------- | ------- | --------------- | ---------------- |
| Uppdrag Granskning – TeliaSonera – Uzbekistanaffären | SVT     | Nils Hanson     | SVT              |
| Övriga nominerade                                    |         |                 |                  |
| Kalla fakta – Parken Zoo                             | TV4     | Sara Recabarren | Nyhetsbolaget    |
| Kalla fakta – När alla sviker                        | TV4     | Camilla Ziedorn | Nyhetsbolaget    |
| Uppdrag Granskning – Hotet inifrån                   | SVT     | Nils Hanson     | SVT              |
| Uppdrag Granskning – Män som näthatar kvinnor        | SVT     | Nils Hanson     | SVT              |

### Årets humorprogram
| Program           | Kanal   | Producent         | Produktionsbolag  |
| Vinnare           | Vinnare | Vinnare           | Vinnare           |
| ----------------- | ------- | ----------------- | ----------------- |
| Partaj            | Kanal 5 | Patrik Ehrnst     | Baluba Television |
| Andra plats       |         |                   |                   |
| Allt faller       | TV4     | Kerstin Johansson | Brommamamma       |
| Övriga nominerade |         |                   |                   |
| 112 Aina          | TV6     | Daniel Ottosson   | Baluba Television |
| Kontoret          | TV4     | Benjamin Turesson | Jarowskij         |
| Solsidan          | TV4     | Kerstin Andersson | Jarowskij och FLX |

### Årets livsstilsprogram
| Program                      | Kanal   | Producent          | Produktionsbolag |
| Vinnare                      | Vinnare | Vinnare            | Vinnare          |
| ---------------------------- | ------- | ------------------ | ---------------- |
| Historieätarna               | SVT     | Karin af Klintberg | Thelma/Louise    |
| Andra plats                  |         |                    |                  |
| Helt sjukt                   | TV4     | Elinor Aldal       | Meter Television |
| Övriga nominerade            |         |                    |                  |
| Halv åtta hos mig            | TV4     | Anna Dahnsjö       | ITV Studios      |
| Jakten på det perfekta livet | SVT     | Eva Larsson        | Acne Film        |
| Pluras kök i Spanien         | TV3     | Jasper Lake        | Mastiff          |

### Årets realityprogram
| Program                | Kanal   | Producent           | Produktionsbolag |
| Vinnare                | Vinnare | Vinnare             | Vinnare          |
| ---------------------- | ------- | ------------------- | ---------------- |
| Modellpojkar           | SVT     | Nathanel Goldman    | Adflix           |
| Andra plats            |         |                     |                  |
| Ullared                | Kanal 5 | Martin Hellborgsson | Strix Television |
| Övriga nominerade      |         |                     |                  |
| Drömmen om landet      | SVT     | Alex Adamo          | Titan Television |
| Nybyggarna             | Kanal 5 | Gustav Boman        | Skare            |
| Svenska Hollywoodfruar | TV3     | Johan Pråmell       | Meter Television |

### Årets tv-drama
| Program                          | Kanal   | Producent                          | Produktionsbolag        |
| Vinnare                          | Vinnare | Vinnare                            | Vinnare                 |
| -------------------------------- | ------- | ---------------------------------- | ----------------------- |
| Torka aldrig tårar utan handskar | SVT     | Maria Nordenberg                   | SVT                     |
| Andra plats                      |         |                                    |                         |
| Molanders                        | SVT     | Daniel Lägersten                   | SVT                     |
| Övriga nominerade                |         |                                    |                         |
| En pilgrims död                  | SVT     | Kristian Hoberstorfer              | SVT                     |
| Morden i Sandhamn                | TV4     | Anders Landström, Martin Cronström | Filmlance International |
| Portkod 1321                     | SVT     | Anna Wallmark Avelin               | Eyeworks                |

### Årets underhållningsprogram
| Program                      | Kanal   | Producent        | Produktionsbolag   |
| Vinnare                      | Vinnare | Vinnare          | Vinnare            |
| ---------------------------- | ------- | ---------------- | ------------------ |
| Så mycket bättre             | TV4     | David Edvardsson | Mastiff            |
| Andra plats                  |         |                  |                    |
| Kristallengalan              | Kanal 5 | Mikael Svensson  | STO-CPH Produktion |
| Övriga nominerade            |         |                  |                    |
| Eurovision Song Contest 2013 | SVT     | Martin Österdahl | SVT                |
| Hellenius hörna              | TV4     | Staffan Lindberg | Meter Television   |
| Patrik möter                 | TV3     | Olle Palmlöf     | Meter Television   |

### Årets sport-tv profil
| Person            | Kanal            |
| Vinnare           | Vinnare          |
| ----------------- | ---------------- |
| André Pops        | SVT              |
| Andra plats       |                  |
| Anna Brolin       | TV4              |
| Övriga nominerade |                  |
| Frida Nordstrand  | TV3/Viasat sport |
| Tommy Åström      | Kanal 5          |

### Årets manliga programledare
| Person            | Kanal   |
| Vinnare           | Vinnare |
| ----------------- | ------- |
| David Hellenius   | TV4     |
| Andra plats       |         |
| Filip & Fredrik   | Kanal 5 |
| Övriga nominerade |         |
| Erik & Mackan     | TV6     |
| Erik Haag         | SVT     |

### Årets kvinnliga programledare
| Person            | Kanal   |         |         |
| Vinnare           | Vinnare | Vinnare | Vinnare |
| ----------------- | ------- | ------- | ------- |
| Gina Dirawi       | SVT     |         |         |
| Andra plats       |         |         |         |
| Carina Berg       | Kanal 5 |         |         |
| Övriga nominerade |         |         |         |
| Kristin Kaspersen | TV4     |         |         |
| Renée Nyberg      | TV3     |         |         |

### Årets program
| Person                     | Kanal   |
| Vinnare                    | Vinnare |
| -------------------------- | ------- |
| Så mycket bättre           | TV4     |
| Andra plats                |         |
| Breaking News              | Kanal 5 |
| Övriga nominerade          |         |
| 99 saker med Erik & Mackan | TV6     |
| Historieätarna             | SVT     |

### Hederspriset
- Arne Weise

## Bilder på vinnarna från Kristallengalan 2013

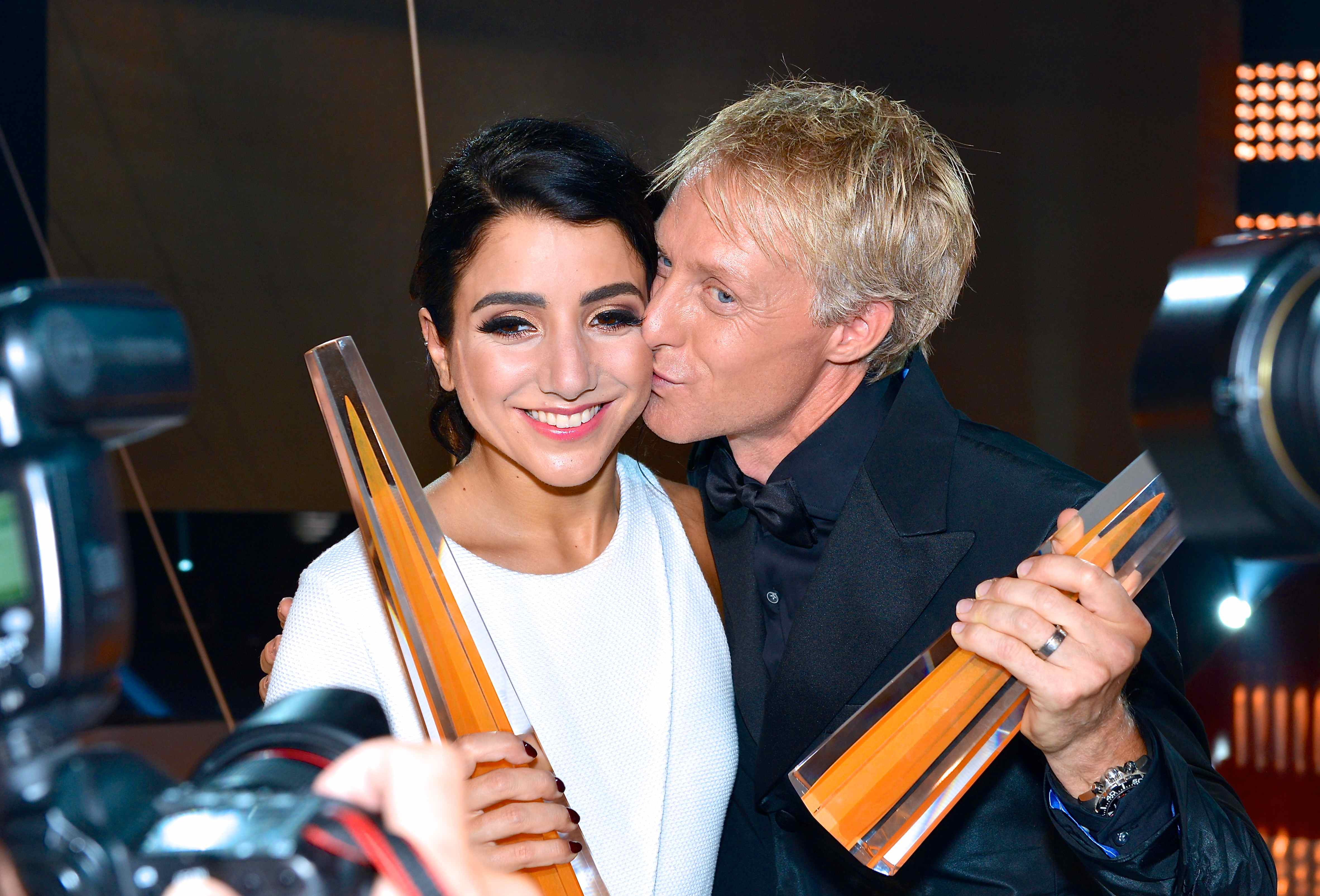
Gina Dirawi och André Pops var både programledare och blev vinnare av Kristallen för Årets kvinnliga programledare respektive Årets sport-tv profil.
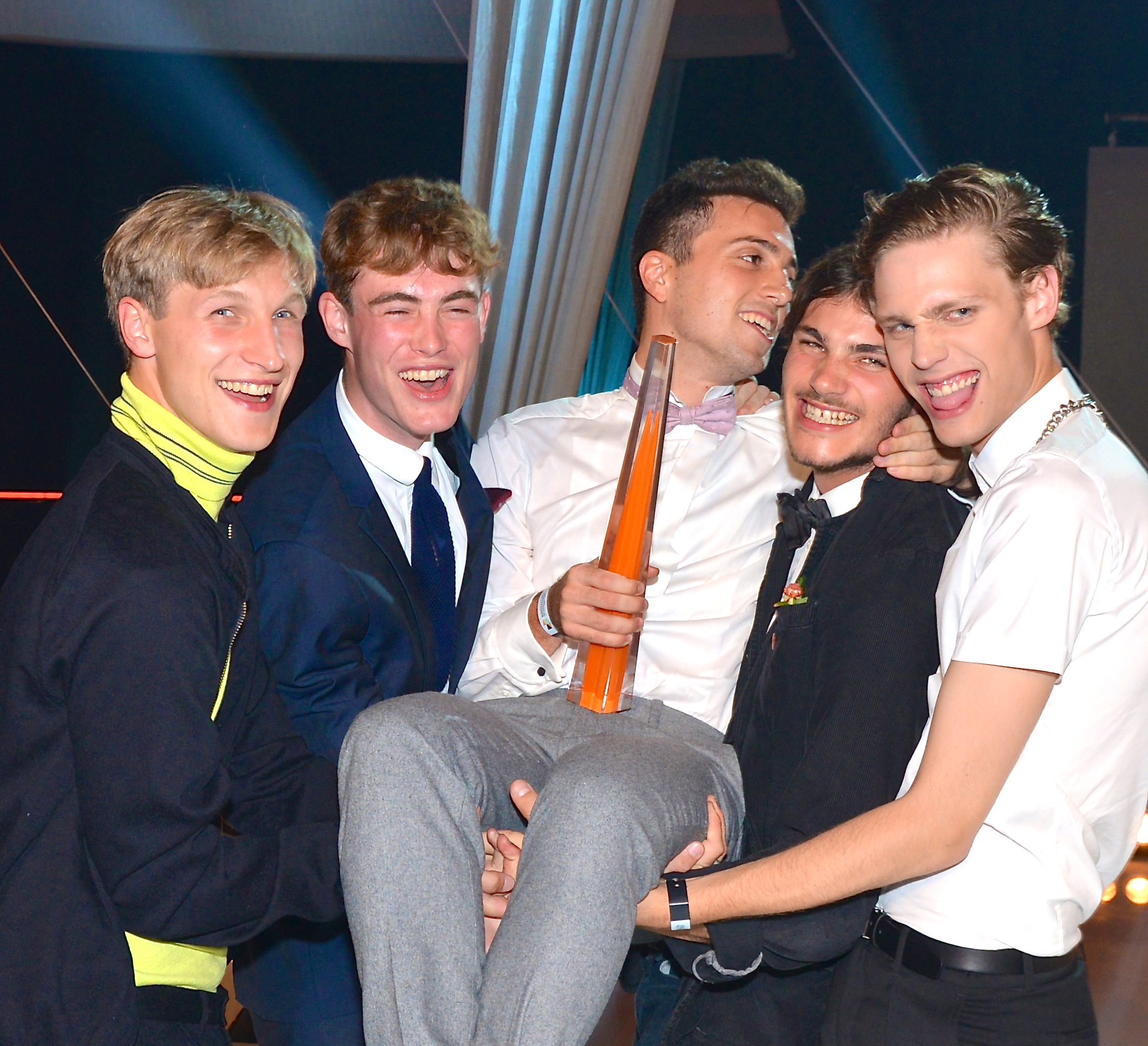
SVT-produktionen Modellpojkar vann Kristallen för Årets realityprogram.
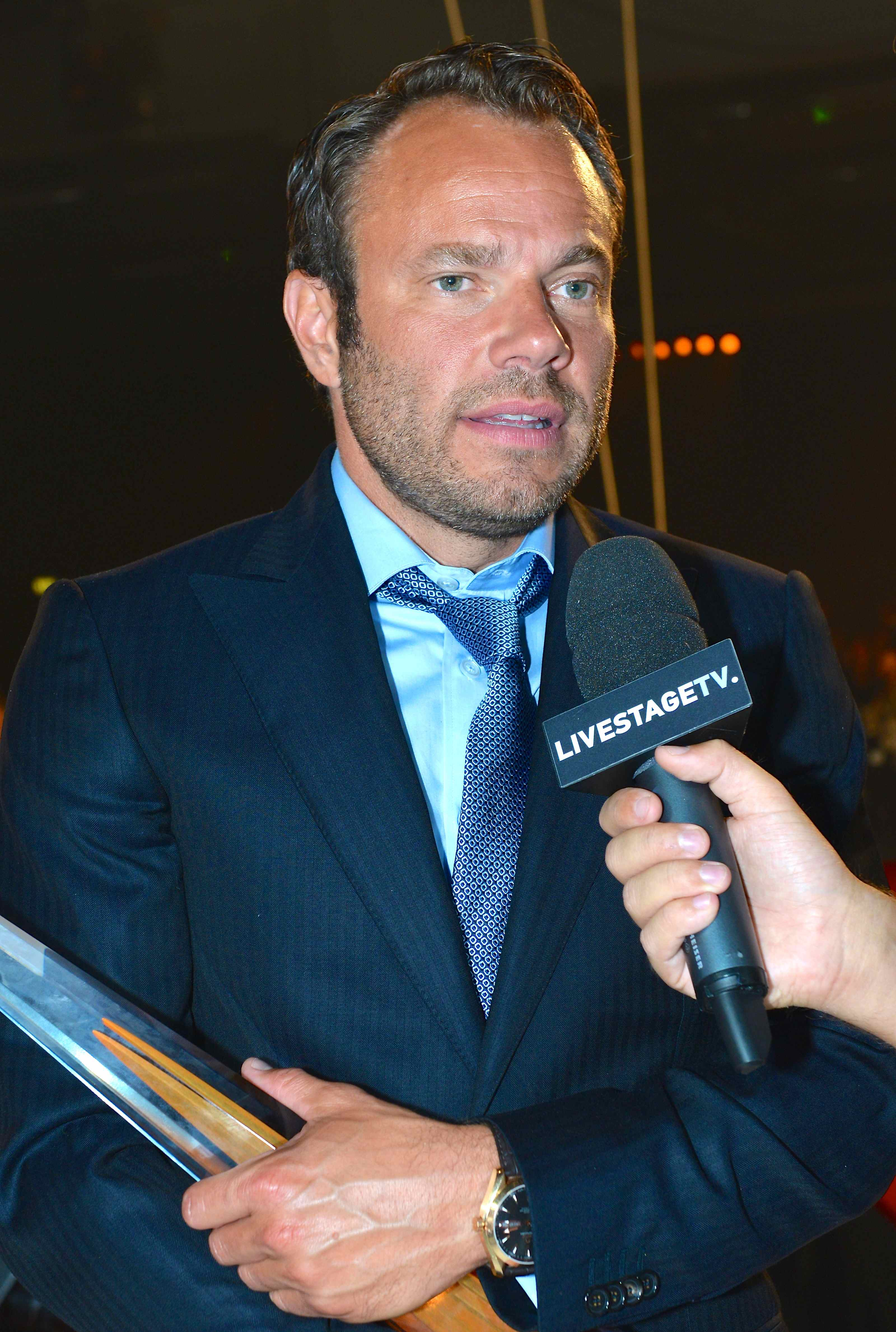
David Hellenius blev Årets manliga programledare.
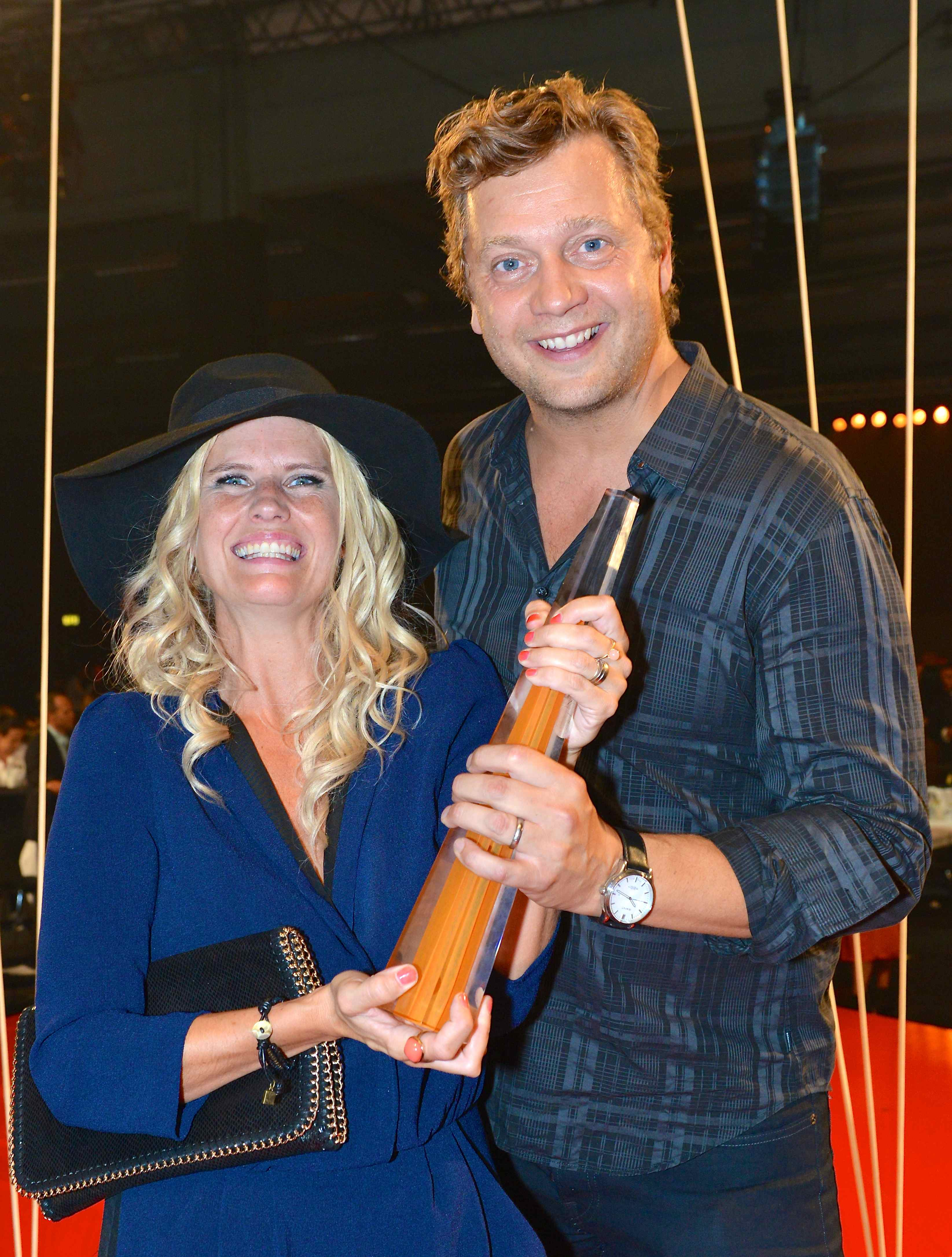
Christine Meltzer och Johan Petersson från Partaj blev vinnare av Kristallen för Årets humorprogram.
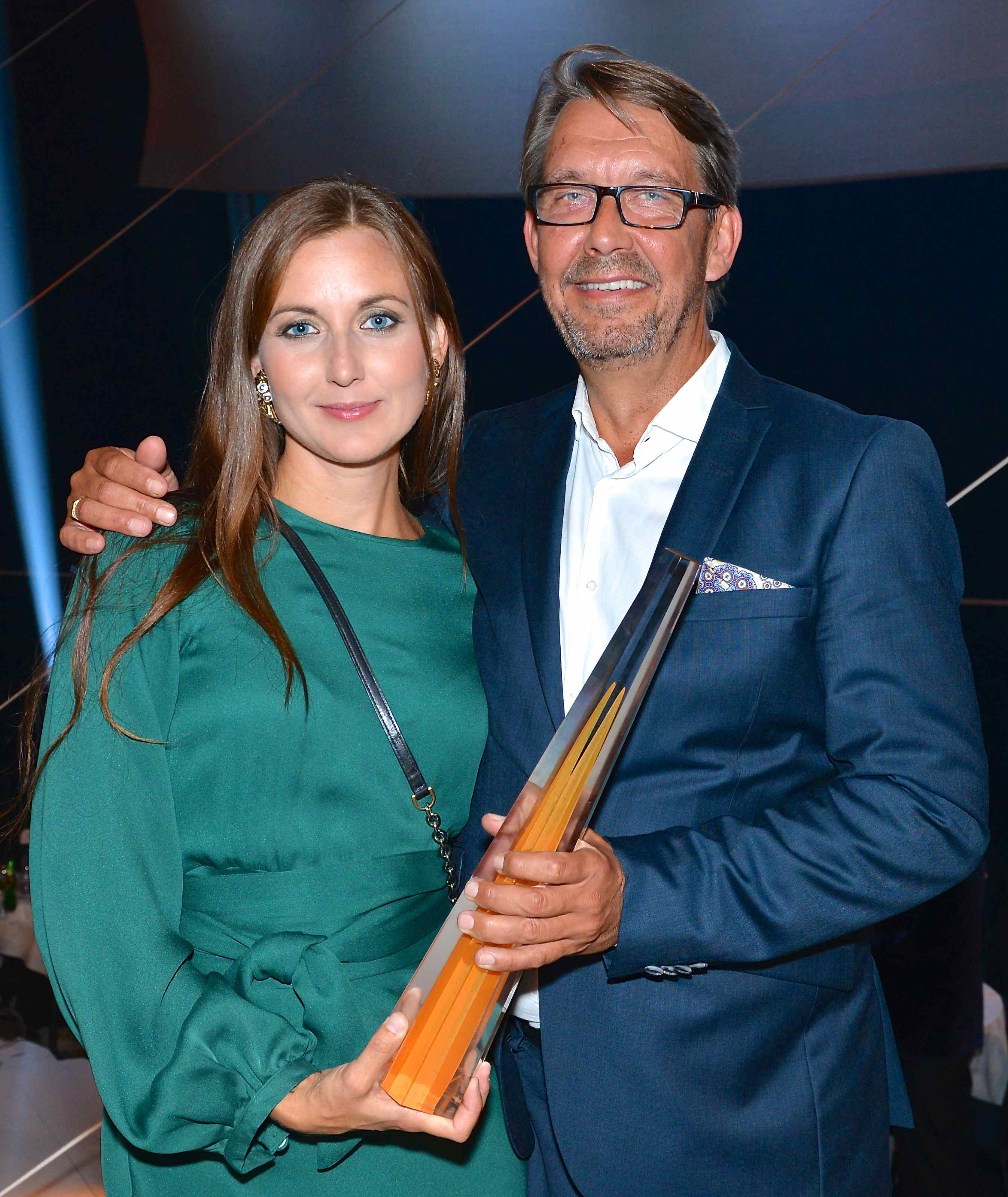
Programledarna Sanna Lundell och Hasse Aro, TV3, tog emot Kristallen för Årets fakta- och aktualitetsprogram, Stalkers.
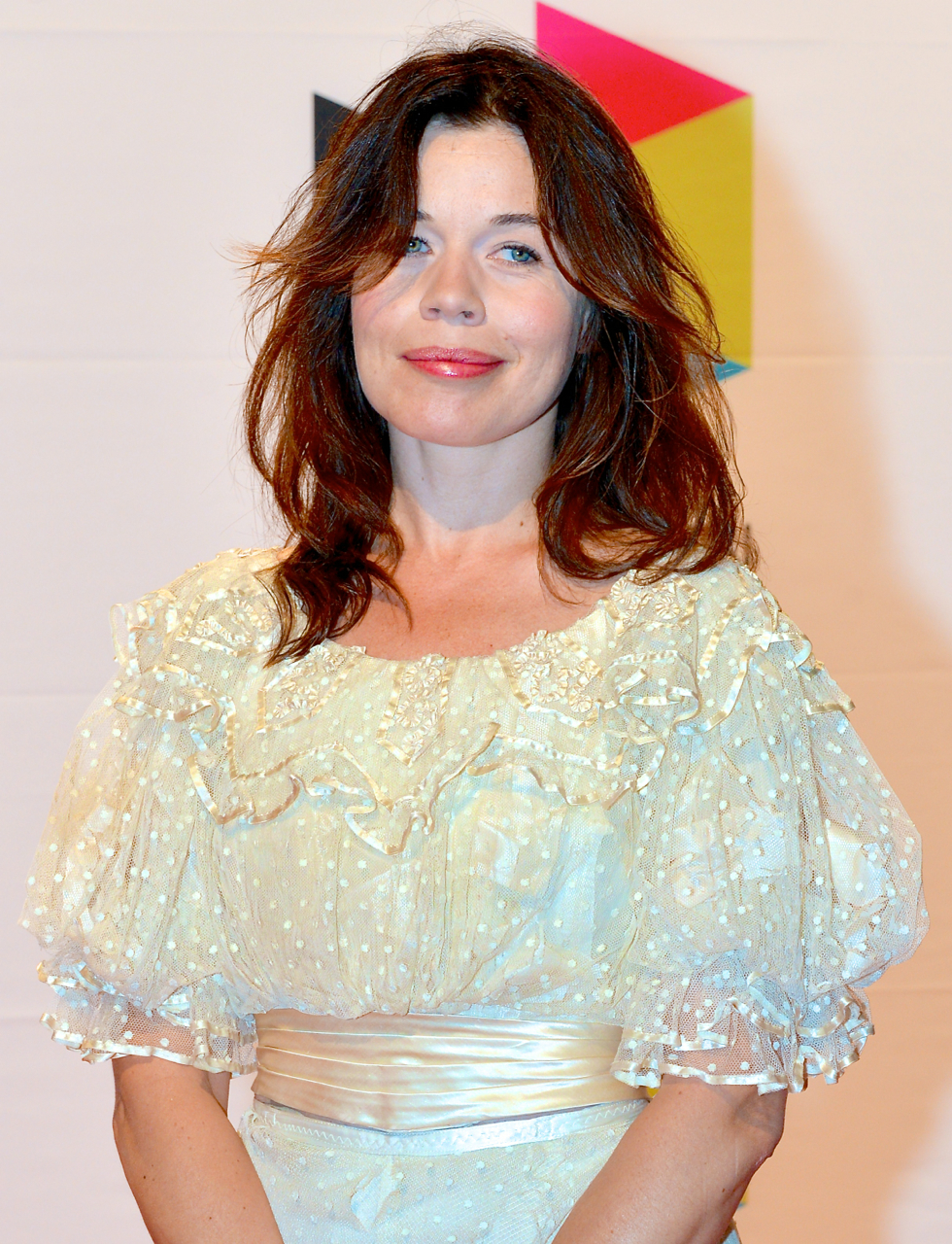
Lotta Lundgren var programledare för Årets livsstilsprogram Historieätarna.
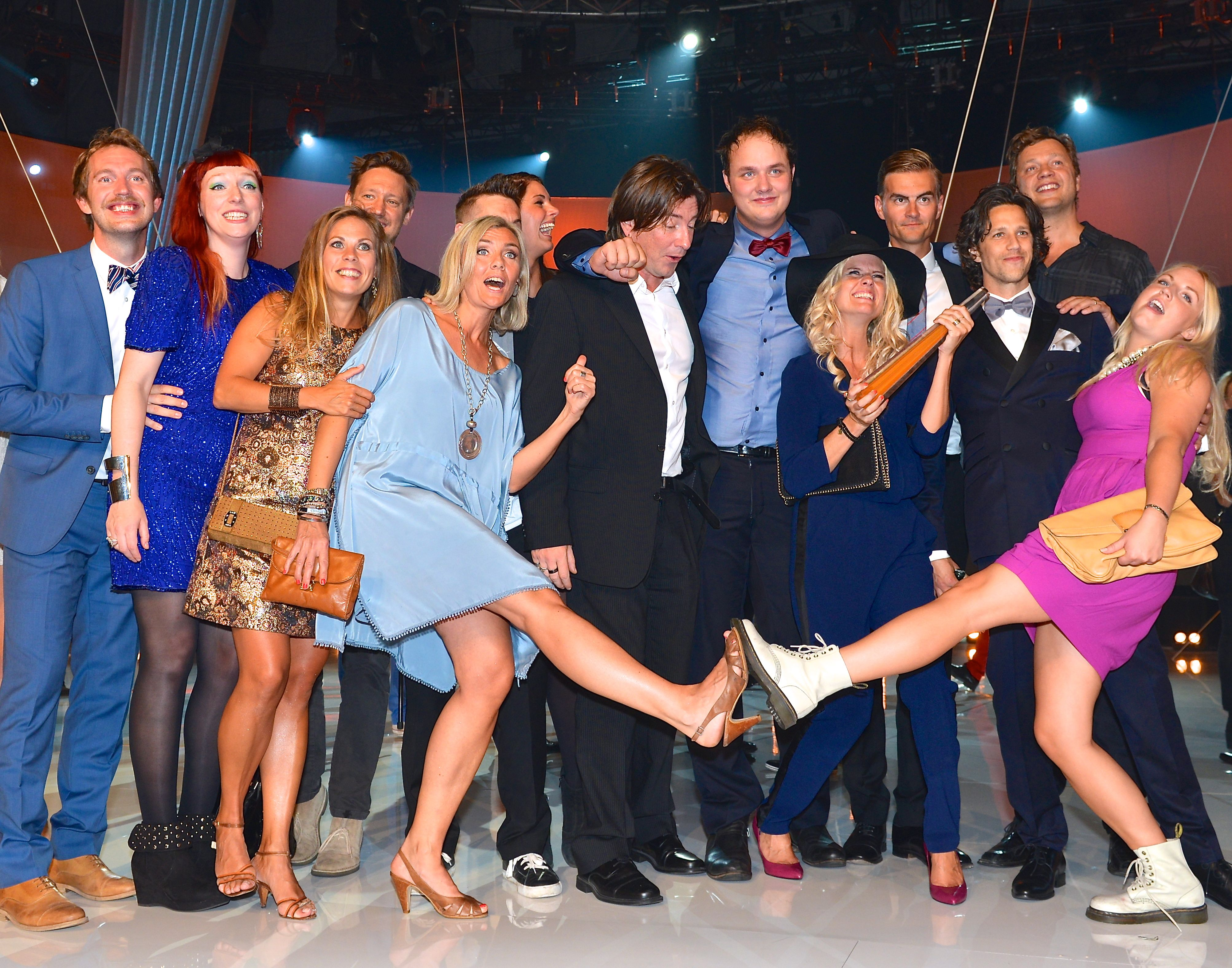
Vinnarna av Kristallen för Årets humorprogram, Partaj från Kanal 5.
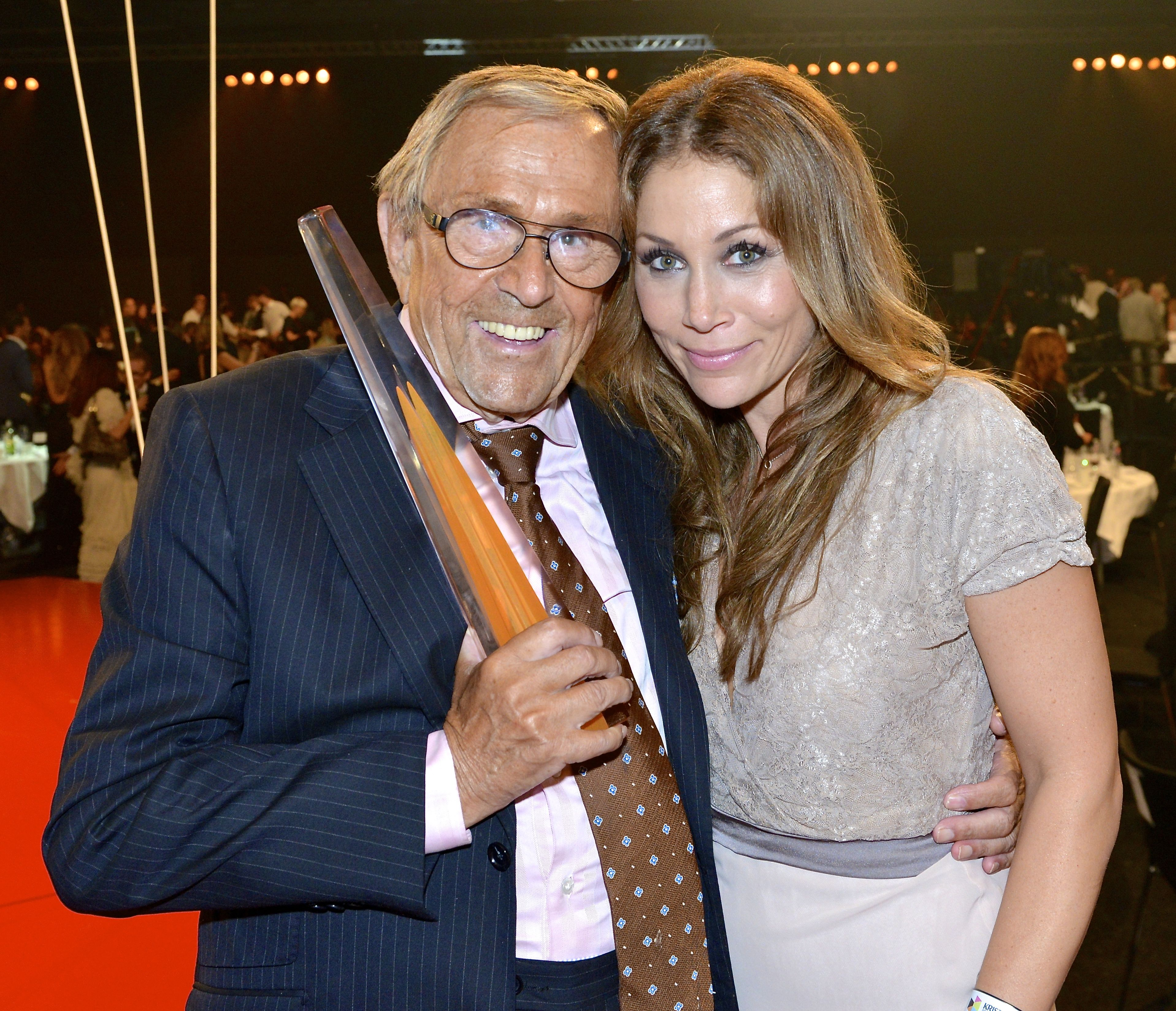
Kristallenvinnaren Arne Weise tillsammans med Tilde de Paula Eby.
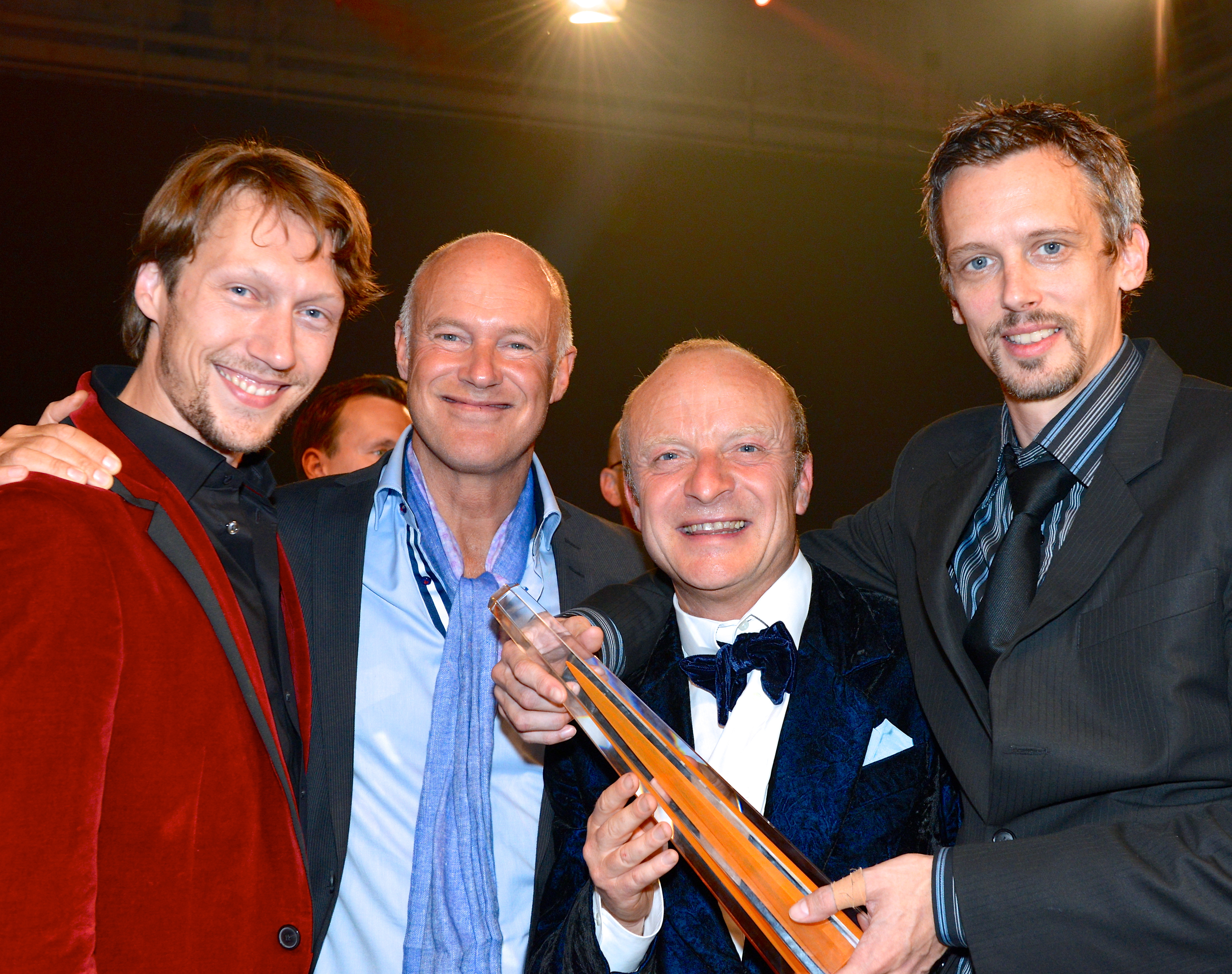
Årets tv-drama blev Torka aldrig tårar utan handskar. Några av medarbetarna var Simon J. Berger (skådespelare), Stefan Sauk (skådespelare), Jonas Gardell (manus) och Simon Kaijser (regi).
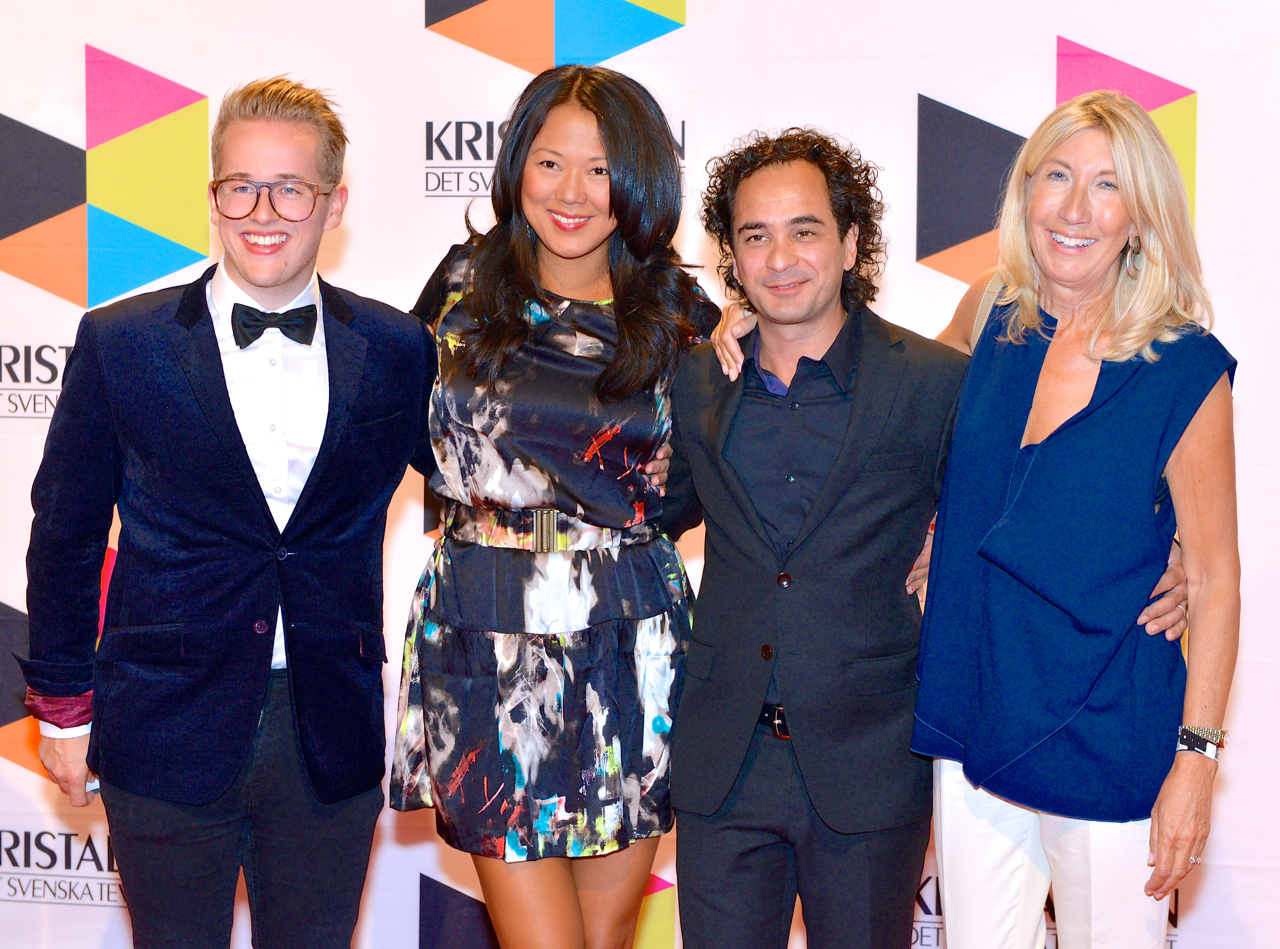
Sveriges mästerkock utsågs till Årets dokusåpa. Markus Aujalay (kock, domare) och Lena Styren (producent) till höger.
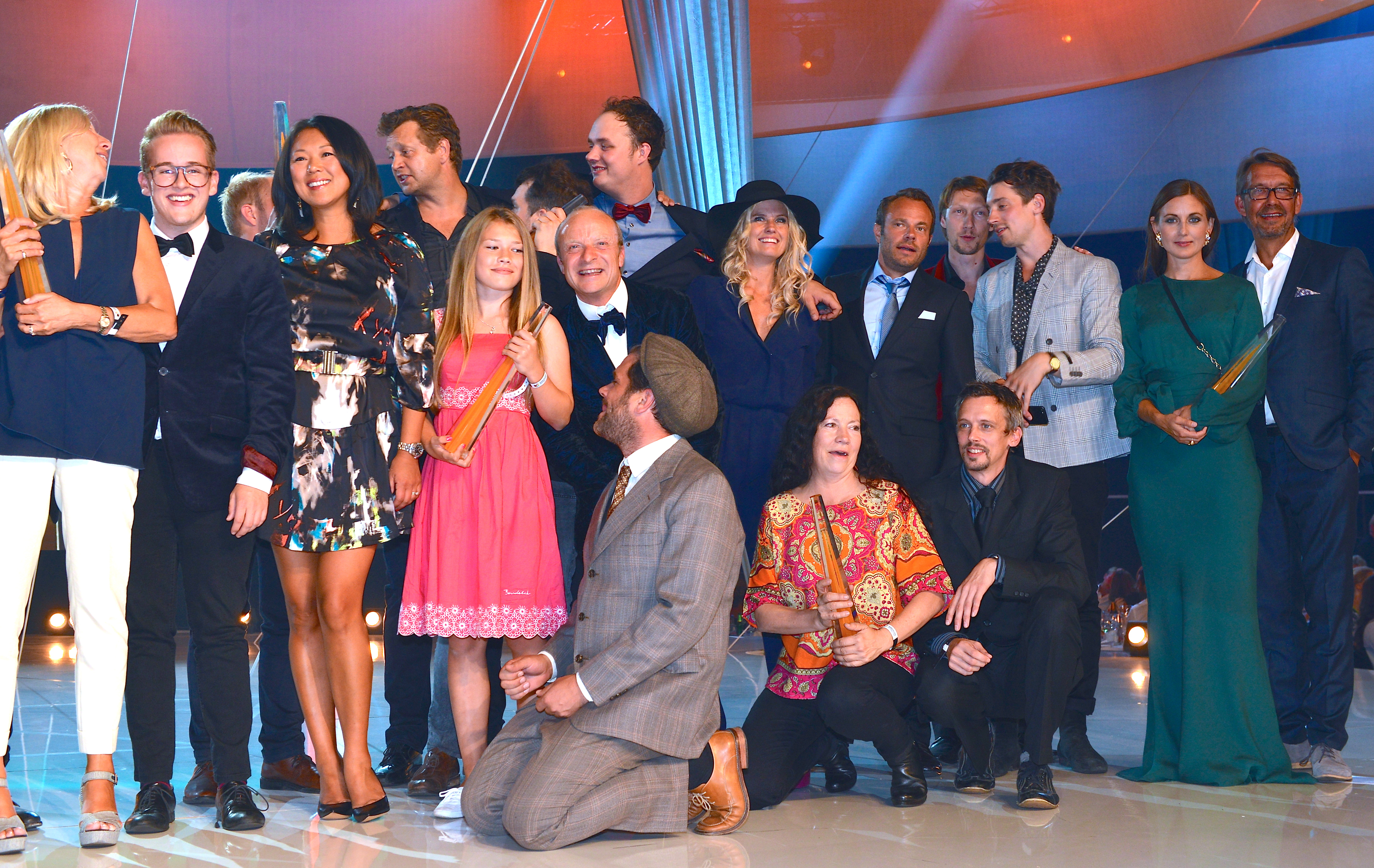
Några av Kristallenvinnarna 2013, däribland "Årets barn- och ungdomsprogram" för Snoffe, döden och jag. Mats Ågren, producent (knäsittande) och programledaren Emelie Svensson (i röd klänning).
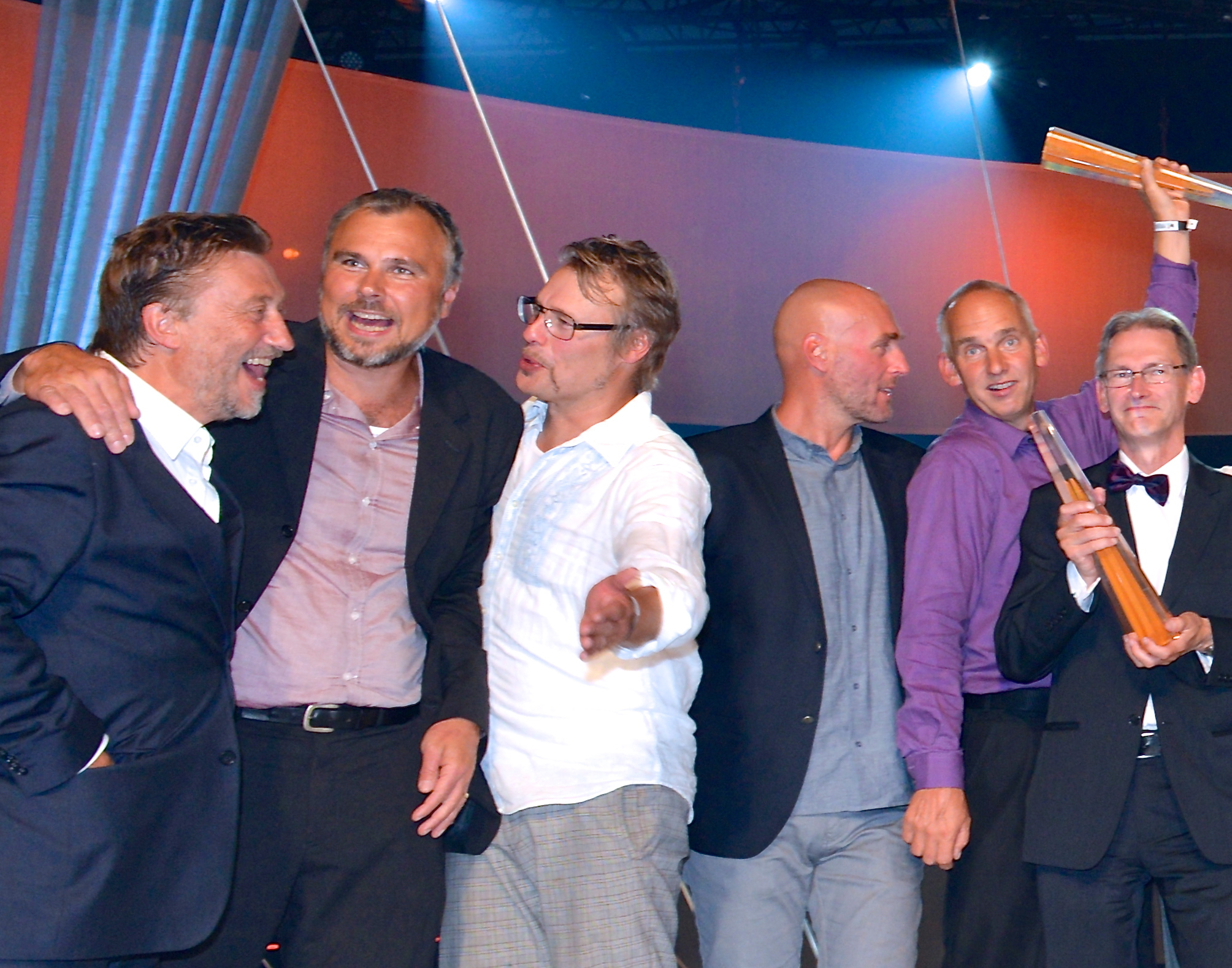
Uppdrag gransknings reportage TeliaSonera – Uzbekistanaffären vann Kristallen för Årets granskning. På bilden programledaren Janne Josefsson, fotoredigerare Ola Christoffersson, reportrarna Sven Bergman, Joachim Dyfvermark och Fredrik Laurin. Längst till höger står Pär Fjällström, SVT-producent för Årets dokumentärprogram "Stenbeck".